# Elitserien 1981/82
Die Elitserien-Saison 1981/82 war die siebte Spielzeit der schwedischen Elitserien. Schwedischer Meister wurde zum sechsten Mal in der Vereinsgeschichte der AIK Solna, während der Aufsteiger Timrå IK direkt wieder in die zweite Liga abstieg. 

## Reguläre Saison

### Modus
Die zehn Mannschaften der Elitserien spielten zunächst in 36 Saisonspielen gegeneinander. Während sich die ersten vier Mannschaften für die Play-offs qualifizierten, stieg der Letztplatzierte direkt in die Division I ab und der Vorletzte musste in der Kvalserien um den Klassenerhalt gegen die besten Zweitligisten antreten. Für einen Sieg erhielt jede Mannschaft zwei Punkte, bei einem Unentschieden gab es ein Punkt und bei einer Niederlage null Punkte. 

### Abschlusstabelle
|     | Klub               | Sp | S  | U  | N  | T   | GT  | Punkte |
| --- | ------------------ | -- | -- | -- | -- | --- | --- | ------ |
| 1.  | Färjestad BK       | 36 | 20 | 7  | 9  | 146 | 108 | 47     |
| 2.  | IF Björklöven      | 36 | 19 | 4  | 13 | 143 | 117 | 42     |
| 3.  | AIK Solna          | 36 | 15 | 9  | 12 | 136 | 123 | 39     |
| 4.  | MoDo AIK           | 36 | 15 | 7  | 14 | 149 | 135 | 37     |
| 5.  | Skellefteå AIK     | 36 | 15 | 6  | 15 | 129 | 111 | 36     |
| 6.  | Leksands IF        | 36 | 13 | 10 | 13 | 155 | 162 | 36     |
| 7   | Västra Frölunda IF | 36 | 14 | 7  | 15 | 132 | 123 | 35     |
| 8.  | Brynäs IF          | 36 | 14 | 6  | 16 | 122 | 138 | 34     |
| 9.  | Djurgårdens IF     | 36 | 11 | 8  | 17 | 109 | 128 | 30     |
| 10. | Timrå IK           | 36 | 10 | 4  | 22 | 106 | 182 | 24     |

Sp = Spiele, S = Siege, U = unentschieden, N = Niederlagen, OTS = Overtime-Siege, OTN = Overtime-Niederlage, SOS = Penalty-Siege, SON = Penalty-Niederlage

### Topscorer
| Spieler                | Mannschaft | Tore | Assists | Punkte |
| ---------------------- | ---------- | ---- | ------- | ------ |
| Ivan Hansen            | Leksand    | 28   | 15      | 43     |
| Per Lundqvist          | MODO       | 25   | 18      | 43     |
| Mats Näslund           | Brynäs     | 24   | 18      | 42     |
| Håkan Loob             | Färjestad  | 26   | 15      | 41     |
| Bo Berglund            | Djurgården | 20   | 17      | 37     |
| Ulf Nordberg           | MODO       | 17   | 20      | 37     |
| Hans Edlund            | Björklöven | 25   | 11      | 36     |
| Erkki Laine            | Leksand    | 22   | 13      | 35     |
| Patrik Sundström       | Björklöven | 22   | 13      | 35     |
| Pär-Arne Alexandersson | Leksand    | 10   | 25      | 35     |

## Play-offs
Die Halbfinale wurde im Modus „Best-of-Three“, das Finale im Modus „Best-of-Five“ ausgetragen.

### Turnierbaum
|  | Halbfinale | Halbfinale    | Halbfinale |  |  | Finale | Finale        | Finale |
|  |            |               |            |  |  |        |               |        |
|  |            |               |            |  |  |        |               |        |
|  | 1          | Färjestad BK  | 0          |  |  |        |               |        |
|  | 3          | AIK Solna     | 2          |  |  |        |               |        |
|  |            |               |            |  |  | 3      | AIK Solna     | 3      |
|  |            |               |            |  |  | 2      | IF Björklöven | 2      |
|  | 2          | IF Björklöven | 2          |  |  |        |               |        |
|  | 4          | MoDo AIK      | 0          |  |  |        |               |        |
|  |            |               |            |  |  |        |               |        |

### Topscorer
| Spieler            | Mannschaft | Tore | Assists | Punkte |
| ------------------ | ---------- | ---- | ------- | ------ |
| Ulf Isaksson       | AIK        | 5    | 2       | 7      |
| Patrik Sundström   | Björklöven | 3    | 4       | 7      |
| Hans Edlund        | Björklöven | 4    | 2       | 6      |
| Lars-Erik Ericsson | AIK        | 3    | 2       | 5      |
| Anders Borström    | Björklöven | 1    | 4       | 5      |

### Schwedischer Meister
| Schwedischer Meister AIK Solna | Torhüter: Peter Åslin, Gunnar Leidborg Verteidiger: Mats Alba, Ulf Borg, Hans Cederholm, Bo Ericson, Kai Nurmi, Mats Rasmusson, Mats Thelin, Anders Wallin Angreifer: Rolf Edberg, Per-Erik Eklund, Rolf Ericsson, Peter Gradin, Mats Hessel, Leif Holmgren, Ulf Isaksson, Roger Lindström, Leif Maght, Ulf Rådbjer, Lars Erik Ridderström, Mats Ulander Cheftrainer: Dan Hobér |

## All-Star-Team
| Tor          | Göte Wälitalo (Björklöven)  | Göte Wälitalo (Björklöven)  | Göte Wälitalo (Björklöven)    | Göte Wälitalo (Björklöven)    | Göte Wälitalo (Björklöven)   | Göte Wälitalo (Björklöven)   |
| Verteidigung | Peter Helander (Skellefteå) | Peter Helander (Skellefteå) | Peter Helander (Skellefteå)   | Peter Andersson (Björklöven)  | Peter Andersson (Björklöven) | Peter Andersson (Björklöven) |
| Sturm        | Ulf Isaksson (AIK)          | Ulf Isaksson (AIK)          | Patrik Sundström (Björklöven) | Patrik Sundström (Björklöven) | Mats Näslund (Brynäs)        | Mats Näslund (Brynäs)        |

## Auszeichnungen
- Guldpucken (bester schwedischer Spieler) – Patrik Sundström, IF Björklöven
- Bester Torjäger – Ivan Hansen, Leksands IF
- SICO:s guldpipa (bester Schiedsrichter) - Gary Eriksson